# 埃塔瓦

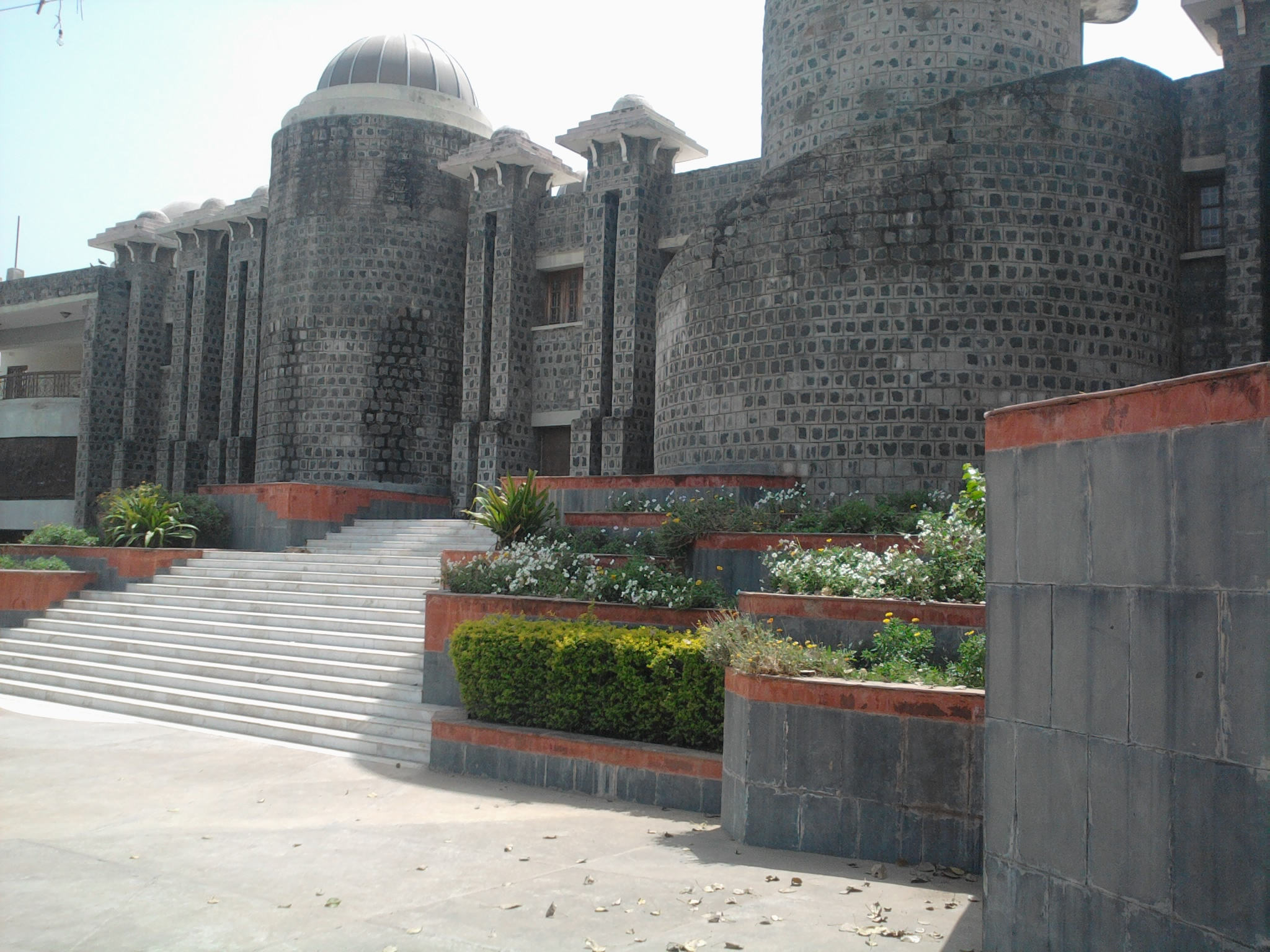
蘇美爾·辛格堡

埃塔瓦（Etawah），是印度北方邦Etawah县的一个城镇。人口256,838（2011年）。

## 人口
2011年人口256,838人，男性112833人，女性98627人；0—6岁人口28958人，男15344人，女13614人。

## 交通

### 機場
塞法國內機場（Saifai Domestic Airport）為市區提供服務，該機場距離市中心約15公里。 該機場只有不定期的包機航班。 最近的國內機場在甘納什·香卡·維迪亞蒂機場（Ganesh Shankar Vidyarthi Airport），距離175公里。 最近的國際機場是喬杜里·查蘭·辛格國際機場，距離大約220公里。